# Acacia echinuliflora
Acacia echinuliflora är en ärtväxtart som beskrevs av Gregory John Leach. Acacia echinuliflora ingår i släktet akacior, och familjen ärtväxter. Inga underarter finns listade i Catalogue of Life.